# لنورتویل
لنورتویل (به انگلیسی: Llanwrthwl) یک منطقهٔ مسکونی در بریتانیا است که در پویس واقع شده‌است. لنورتویل ۱۹۷ نفر جمعیت دارد.